# Amtsgericht Dahme
Das Amtsgericht Dahme war ein preußisches Amtsgericht mit Sitz in Dahme/Mark, Provinz Brandenburg.

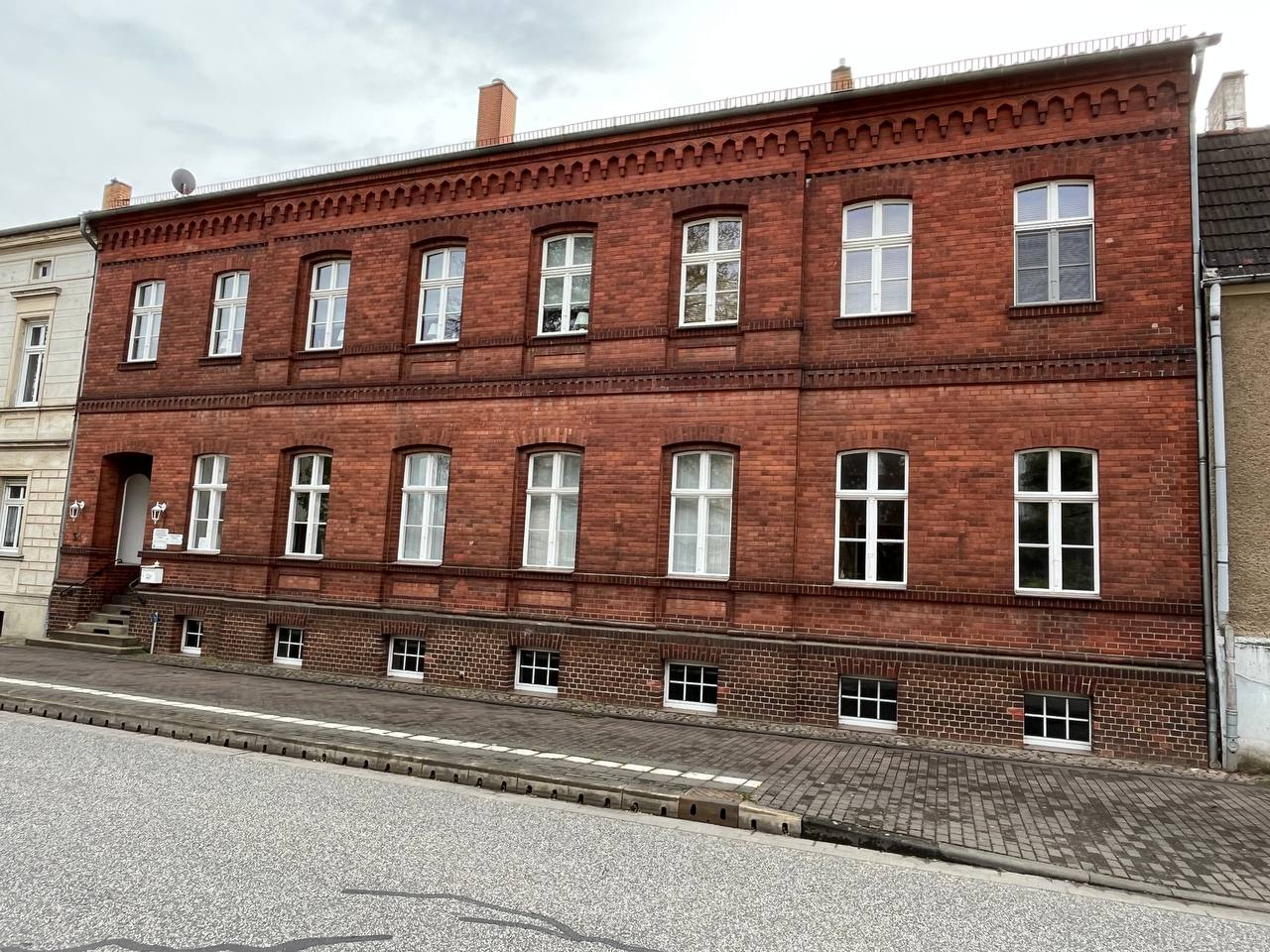
Ehem. Amtsgericht Dahme/Mark, Mai 2025

## Geschichte
Dahme war bis 1849 Sitz des Königlichen Land- und Stadtgerichtes Dahme. Ab 1849 bestand das Kreisgericht Jüterbog. Für dieses war in Dahme eine Zweigstelle (Gerichtsdeputation) eingerichtet. Übergeordnet war das Kammergericht als Appellationsgericht. Im Rahmen der Reichsjustizgesetze wurden diese Gerichte aufgehoben und reichsweit einheitlich Oberlandes-, Land- und Amtsgerichte gebildet. Das königlich preußische Amtsgericht Dahme wurde mit Wirkung zum 1. Oktober 1879 als eines von elf Amtsgerichten im Bezirk des Landgerichtes Potsdam im Bezirk des Kammergerichtes gebildet. Der Sitz des Gerichtes war die Stadt Dahme. Sein Gerichtsbezirk umfasste aus dem Landkreis Jüterbog-Luckenwalde den Stadtbezirk Dahme und die Amtsbezirke Illmersdorf und Rosenthal sowie den Amtsbezirk Gebersdorf ohne den Gutsbezirk Damsdorf. Am Gericht bestand 1880 eine Richterstelle. Das Amtsgericht war damit ein kleines Amtsgericht im Landgerichtsbezirk.
Nach dem Zweiten Weltkrieg wurde das Amtsgericht Dahme dem Landgericht Cottbus zugeordnet. Am 1. Juli 1951 wurde das Amtsgericht in eine Zweigstelle des Amtsgerichtes Jüterbog herabgestuft. Im Jahre 1952 wurden in der DDR die Amtsgerichte abgeschafft und stattdessen Kreisgerichte gebildet. Dahme kam zum Kreis Luckau, zuständiges Gericht war damit das Kreisgericht Luckau. Das Amtsgericht Dahme wurde aufgehoben und auch nach der Wende nicht neu errichtet.